# Багри (язык)
Багри — один из диалектов языка раджастхани. Распространён в округах Ханумангарх и Ганганагар индийского штата Раджастхан, округах Сирса и Фатехабад штата Харьяна, округе Фирозпур штата Пенджаб. Кроме того, используется в соседних районах Пакистана (провинции Пенджаб и Синдх) По данным Ethnologue число носителей составляет 2,1 млн человек, из них 1,9 млн. — в Индии и 200 тыс. — в Пакистане. По другим данным, число носителей составляет около 5 млн человек.
Примерно на 60 % схож с такими языками как хинди и пенджаби. Используется носителями во всех сферах жизни, в Индии многие носители также владеют стандартным хинди, а в Пакистане — урду. Значительная часть говорящих, проживающих в сельской местности — неграмотна.
Является тональным языком (выделяют 3 тона).